# Donna Martell
Donna Martell (* 24. Dezember 1927 in Los Angeles, Kalifornien als Irene Palma de Maria) ist eine US-amerikanische Schauspielerin.

## Leben
Donna Martell wurde am 24. Dezember 1927 als Irene Palma de Maria in Los Angeles geboren. Ihre Familie ist italienischer Herkunft. Sie wurde bereits mit 17 Jahren entdeckt, lehnte jedoch eine Schauspielkarriere mit Vertrag bei Republic Pictures wegen Bedenken aufgrund ihres Alters ab. 1947 begann die mittlerweile 20-jährige ihre Laufbahn im Filmgeschäft im selben Studio, das sie bereits drei Jahre zuvor angefragt hatte. Ihre erste Filmrolle hatte Martell im selben Jahr in Der Rächer von Monterey. Ihr Künstlername lautete zunächst Donna DeMario, er wurde jedoch nach einer Nebenrolle im Western Apache Rose in Donna Martell umgeändert. Nach ihrem Auftritt in Apache Rose unterschrieb Martell einen Vertrag bei den Universal Studios. Sie spielte jedoch auch in Filmen von anderen Produktionsfirmen mit. In ihren Anfangsjahren war Martell vor allem in Statisten- und kleineren Nebenrollen zu sehen, die zumeist nicht im Abspann genannt wurden. Hierzu gehören Auftritte in Briefe aus dem Jenseits von 1947 sowie Geheimnis hinter der Tür von 1948.
1950 war sie in einer kleinen Rolle in dem Abenteuerfilm Kim – Geheimdienst in Indien zu sehen. Im Jahr darauf spielte Martell in einem weiteren Abenteuerfilm, Bomba, der Herr der Elefanten, die weibliche Hauptrolle. 1953 übernahm sie zudem die Hauptrolle in dem Science-Fiction-Film Project Moonbase. Zu Martells bekanntesten Rollen zählt die der Suchen in Alle Herrlichkeit auf Erden aus dem Jahr 1955. In den 1960er-Jahren konzentrierte sich ihre Schauspielkarriere auf Auftritte in Fernsehserien, darunter 1961 in zwei Folgen von 77 Sunset Strip. 1963 beendete Martell ihre Laufbahn als Schauspielerin offiziell, war jedoch 1983 noch einmal in einer kleinen Rolle in dem Fernsehfilm Grace Kelly zu sehen. In der 2017 erschienenen, bereits 2014 gedrehten Komödie The Extra spielte sie sich an der Seite von anderen Stars der goldenen Ära Hollywoods wie Carla Laemmle und Terry Moore in einer Gastrolle selbst.
2002 wurde Martell bei den Golden Boot Awards für ihre Leistungen in Western ausgezeichnet, von denen sie in ihrer Karriere in mehreren mitgespielt hatte. Von 1953 bis zu dessen Tod 1996 war sie mit dem früheren Baseballspieler Gene Edgar Corso verheiratet. Das Paar hat drei Kinder.

## Filmografie (Auswahl)
- 1947: Der Rächer von Monterey (Robin Hood of Monterey)
- 1947: Apache Rose
- 1947: Briefe aus dem Jenseits (The Lost Moment)
- 1948: The Woman from Tangier
- 1948: Geheimnis hinter der Tür (Secret Beyond the Door)
- 1948: The Saxon Charm
- 1948: Im Lande der Kakteen (Mexican Hayride)
- 1949: Illegal Entry
- 1949: Abbott and Costello Meet the Killer, Boris Karloff
- 1950: Verliebt, verlobt, verheiratet (Peggy)
- 1950: Kim – Geheimdienst in Indien (Kim)
- 1950: I Was a Shoplifter
- 1951: Bomba, der Herr der Elefanten (Elephant Stampede)
- 1952: Lady Rotkopf (The Golden Hawk)
- 1953: Project Moonbase
- 1953: Eine Chance für Suzy (Give a Girl a Break)
- 1954: Sinuhe der Ägypter (The Egyptian)
- 1955: Rächer in Schwarz (Ten Wanted Men)
- 1955: Alle Herrlichkeit auf Erden (Love Is a Many-Splendored Thing)
- 1955: Der Sheriff von Lincoln-City (Last of the Desperados)
- 1957: Der Henker nimmt Maß (House of Numbers)
- 1957: Hell on Devil’s Island
- 1960: Cheyenne (Fernsehserie, eine Folge)
- 1961: 77 Sunset Strip (Fernsehserie, zwei Folgen)
- 1962: Hawaiian Eye (Fernsehserie, eine Folge)
- 1963: Bonanza (Fernsehserie, eine Folge)
- 1983: Grace Kelly (Fernsehfilm)
- 2017: The Extra